# Nikolai Todorov
Nikolai Stoychev Todorov (en bulgare : Николай Стойчев Тодоров), né le 26 septembre 1964 à Baltchik (Bulgarie), est un footballeur bulgare, qui évoluait au poste de milieu de terrain au PFK Levski Sofia et en équipe de Bulgarie. Il s'est reconverti entraîneur.
Todorov a marqué trois buts lors de ses treize sélections avec l'équipe de Bulgarie entre 1989 et 1994.

## Carrière
- 1984-1985 : PFK Levski Sofia
- 1985-1986 : FK Vitocha Sofia
- 1986-1991 : Lokomotiv Sofia
- 1991-1992 : Montpellier Hérault Sport Club
- 1992-1993 : Association sportive de Cannes football
- 1993-1995 : PFK Levski Sofia
- 1995 : Anorthosis Famagouste FC
- 1996-1997 : Sariyer Gençlik Kulübü
- 1997-1998 : PFK Levski Sofia
- 1998 : PFC Velbazhd Kyustendil

## Palmarès

### En équipe nationale
- 13 sélections et 3 buts avec l'équipe de Bulgarie entre 1989 et 1994.

### En club
Levski Sofia
- Champion de Bulgarie en 1985, 1994 et 1995.
- Vainqueur de la Coupe de Bulgarie en 1986, 1994 et 1998.